# مصارعة مدرسية
المصارعة المدرسية، المعروفة أحيانًا في الولايات المتحدة باسم المصارعة الشعبية، هو أسلوب لمصارعة الهواة يمارس على مستوى المدرسة الثانوية والمتوسطة في الولايات المتحدة. أسلوب المصارعة هذا هو في الأساس المصارعة الجامعية مع بعض التعديلات الطفيفة. وهو يمارس في 49 ولاية من الولايات الخمسين في الولايات المتحدة. عندما تمارسها نوادي المصارعة من المشاركين الأصغر سنا، والمصارعة المدرسية تعرف بشكل أفضل باسم «الشعبية».
ووفقا لمسح المشاركة في ألعاب القوى الذي أجراه الاتحاد الوطني لرابطات المدارس الثانوية الحكومية، احتلت مصارعة الفتيان المرتبة الثامنة من حيث عدد المدارس التي ترعى الفرق، حيث شاركت 9445 مدرسة في العام الدراسي 2006-2007. كما شارك 246 257 صبيا في هذه الرياضة خلال ذلك العام الدراسي، مما جعل المصارعة المدرسية سادس أكثر الرياضات شعبية بين فتيان المدارس الثانوية. وبالإضافة إلى ذلك، شاركت 5408 فتاة في المصارعة في 1227 مدرسة خلال موسم 2006-2007. تمارس المصارعة المدرسية حاليا في 49 من الولايات الخمسين. فقط ميسيسيبي لا يجيز رسميا المصارعة المدرسية للمدارس الثانوية والمدارس المتوسطة. بدأت ولاية أركنساس، الولاية التاسعة والأربعين التي تفرض عقوبات على مصارعة المدارس الثانوية، مسابقة المصارعة المدرسية في موسم 2008-2009 بمشاركة أكثر من أربعين مدرسة. بعد فترة وجيزة، أصبحت مدرسة أوشن سبرينغز الثانوية أول مدرسة في ولاية ميسيسيبي لديها فريق في المدرسة الثانوية.

## التاريخ
يرتبط تاريخ المصارعة المدرسية في الولايات المتحدة ارتباطا وثيقا بتطوير نظيرتها الجامعية. عقدت رابطة المصارعة الشرقية المشتركة بين الكليات أول بطولة لها في عام 1905، والتي سرعان ما أشعلت العديد من بطولات المصارعة لطلاب الجامعات والكليات وطلاب المدارس الثانوية. نمت المصارعة الكلية والثانوية خاصة بعد توحيد قواعد المصارعة الرابطة الوطنية لألعاب القوى الجماعية، والتي طبقت في وقت مبكر على كل من المصارعة الجماعية والمدرسية (مع تعديلات المدرسة الثانوية). بدأ المزيد من الكليات والجامعات والكليات الإعدادية في تقديم اجتماعات وبطولات مزدوجة، بما في ذلك البطولات وبعد تنظيم مواسم المصارعة. كانت هناك فواصل في مواسم المصارعة بسبب الحرب العالمية الأولى والحرب العالمية الثانية، ولكن في المدارس الثانوية على وجه الخصوص، ظهرت بطولات المصارعة رابطة الدولة في مناطق مختلفة طوال ثلاثينات واربعينات القرن الماضي. ومع نمو مصارعة الهواة بعد الحرب العالمية الثانية، زادت العديد من المؤتمرات الرياضية الجماعية أيضا من عدد ونوعية مسابقة المصارعة الخاصة بهم، مع المزيد من المصارعين الذين يحققون تقدم المصارعة في المدرسة الثانوية، ويتم تجنيدهم، ويدخلون المنافسة الجماعية. المصارعة المدرسية للبنات لها جذور غامضة إلى حد ما، حيث ستنضم الفتيات من وقت لآخر إلى فرق الفتيان في وقت مبكر من السبعينيات، وتم إنشاء العديد من نوادي مصارعة الفتيات الخاصة في جميع أنحاء الولايات المتحدة. وكان أبرز هؤلاء الرياضيين قاعة مشاهير المصارعة الوطنية، تريشيا سوندرز. ومع ذلك، تم تشكيل أول مسؤول، المدرسة العامة جميع الفتيات فريق المصارعة في مدرسة بروكلين الثانوية في بروكلين ماساتشوستس من قبل المدرب داستن كارتر. تم تشكيل فريق مكون من 15 فتاة في عام 1993 وأصبح فريقا رسميا في المدرسة الثانوية العامة بعد ثلاث سنوات. عقد أول الولايات المتحدة الرسمية الفتيات المصارعة المواطنين عام 1997. واليوم، تواصل مختلف رابطات المدارس الثانوية الحكومية استضافة بطولات المصارعة السنوية للأفراد والفرق. في وقت واحد لا يمكن أن يكون هناك مصارعي المدارس المتوسطة المصارعة على مستوى المدرسة الثانوية، ولكن اليوم، يمكن للمصارعين في المدارس المتوسطة القيام بذلك (وفقا للإجراءات التي حددتها جمعية الدولة الخاصة بهم). في الماضي كان من الممكن أن تؤخذ أهليتهم المصارعة بعيدا أو غيرها من العقاب. [أين؟] عموما، في جميع الرياضات المدرسية، عندما يشارك طالب في المدرسة المتوسطة على مستوى الجامعة، فإنها لم تعد قادرة على المنافسة في مستوى المدرسة الإعدادية أو المتوسطة (في تلك الرياضة). الرابطة الرياضية لمدرسة ولاية نيويورك الثانوية العامة: ملاحظة: قد يكون الطلاب مؤهلين بغض النظر عن العمر أو الصف إذا تمت الموافقة عليهم من خلال برنامج الاختيار/التصنيف التابع لوزارة التعليم الحكومية.

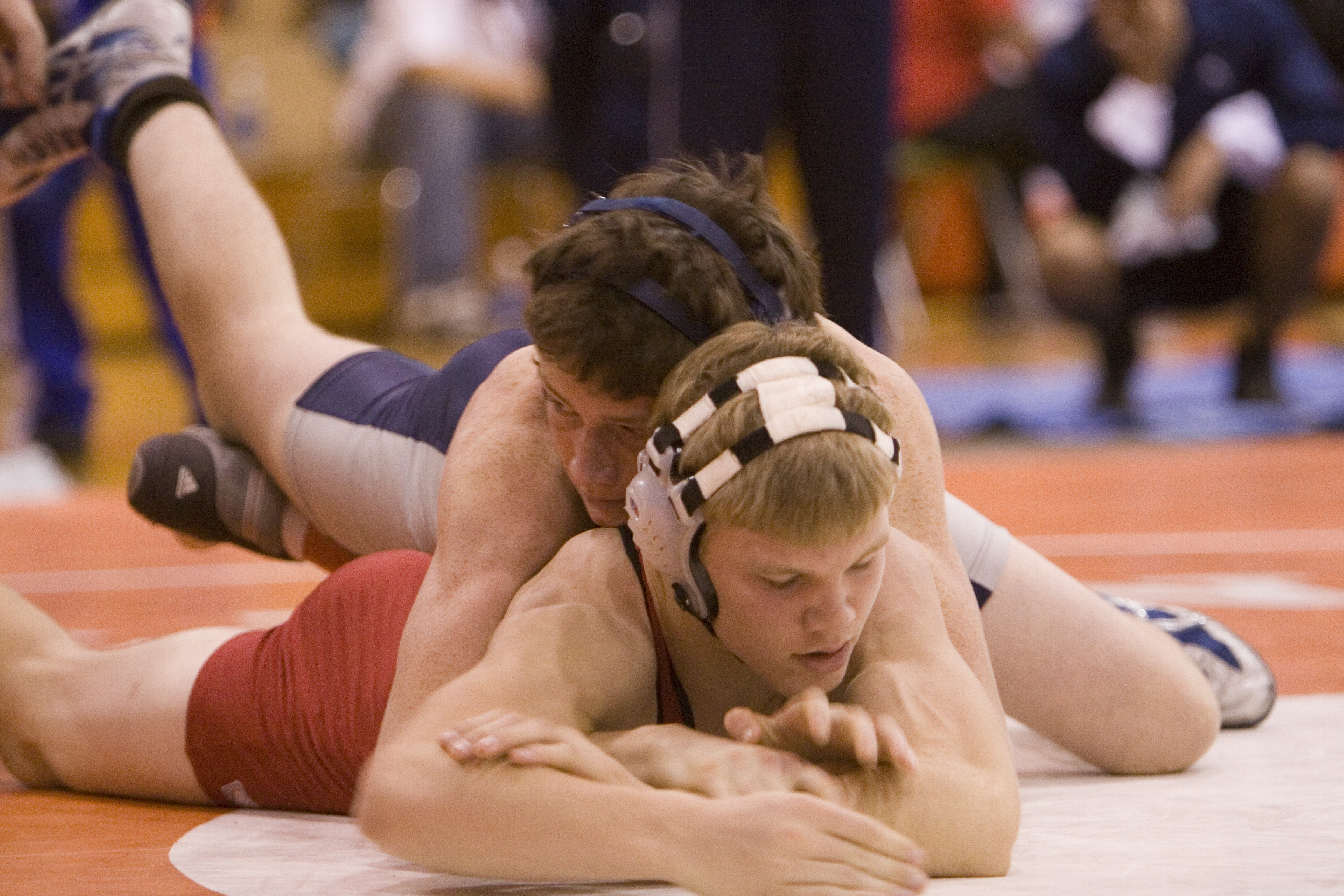
في المصارعة الجامعية ، يتم التركيز بشكل كبير على سيطرة أحد المصارعين على الخصم على السجادة، عادة عن طريق التحكم في أرجل الخصم أو جذعه. عندما يحتفظ المصارع بسلطة مقيدة على الخصم، كما هو موضح هنا، فيقال إنه في موقع الأفضلية.

## فئات الوزن
وينظم المصارعة المدرسية الاتحاد الوطني لجمعيات المدارس الثانوية الحكومية. وقد اعتمدت كل رابطة من جمعيات المدارس الثانوية الحكومية قواعدها الخاصة بالمصارعة، حيث قام كل منها بإجراء بعض التعديلات. ومن المتوقع أن تمارس كل مدرسة ثانوية المصارعة على مستويين: جامعية وناشئين، على الرغم من أن المصارعة على مستوى الطلاب الجدد (الصف التاسع) أصبحت أكثر انتشارا. يضع الاتحاد الوطني لرابطات المدارس الثانوية الحكومية بشكل عام معيارا لفصول الوزن للالتقاء المزدوج على مستوى المدرسة الثانوية، والمزدوجات المتعددة، والبطولات. في معظم الولايات، يمكن لمصارعي المدارس الثانوية التنافس في 14 فصل وزن مختلف، تتراوح بين 106 رطل (48 كجم) إلى قسم الوزن الثقيل الذي يصل إلى 285 رطل (129 كجم). وهناك ولايات أخرى لديها فئات وزن إضافية أو معدلة مثل فئة الوزن 96 رطل (44 كجم) في ولايات مثل نيويورك، و98 رطل (44 كجم) و105 رطل (48 كجم) فئات الوزن في ولايات مثل مونتانا، و180 رطل (82 كجم) فئة الوزن في ولايات مثل تكساس. قد تختلف فصول الوزن لفرق المبتدئين والمبتدئين وفرق المدارس المتوسطة من ولاية إلى أخرى. كل جمعية المدارس الثانوية الحكومية التي تفرض عقوبات المصارعة لديها أيضا خطة محددة للسيطرة على الوزن الذي يحظر فقدان الوزن المفرط والجفاف خلال الموسم. وتحظر الخطة خفض نسبة الدهون في الجسم إلى اقل من 7 في المائة للذكور و12 في المائة من الدهون في الجسم للإناث من اجل الوصول إلى فئة اقل وزنا. تتضمن خطط التحكم في الوزن هذه أحكاما لتقييم الوزن من قبل الطاقم الطبي لألعاب القوى في المدرسة، وإصدار شهادات لأدنى فئة وزن المسموح بها مع المدرب الرئيسي للفريق والشخص الذي يقوم بتقييم الوزن. في كثير من الأحيان، يتم ذلك عبر الإنترنت من خلال الموقع الإلكتروني لرابطة المدارس الثانوية الحكومية أو الرابطة الوطنية لمدربي المصارعة. بعد تاريخ التصديق، قد يسمح ببدل نمو قدره رطلان في كل فئة وزن في بعض الولايات. تقدم العديد من البطولات بدل ا أو جنيهين، مما يسمح للمصارعين بالمنافسة في فئة معينة إذا كانوا ضمن بدل جعل الحد الأقصى للوزن لتلك الفئة. كل هذا يتم من أجل حماية صحة المصارع. الرابطة الوطنية لمدربي المصارعة فئات الوزن الرسمية اعتبارا من 2014-15: 106، 113، 120، 126، 132، 138، 145، 152، 160، 170، 182، 195، 220، 285.

## هيكلية الموسم
موسم المصارعة في المدرسة الثانوية يمتد عادة من أكتوبر أو نوفمبر إلى مارس. تبدأ مسابقة الموسم العادي في أواخر أكتوبر أو أوائل نوفمبر وتستمر حتى فبراير. تستمر المنافسة بعد الموسم عادة من فبراير إلى مارس (اعتمادا على ما إذا كان المصارعون أو الفرق الفردية مؤهلين لبطولة إقليمية أو مقطعية أو حكومية). عادة، فرق المصارعة من مدرستين ثانويتين مختلفتين سوف تتنافس فيما يعرف باسم «مواجهة ثنائية». من الممكن أيضا أن يكون هناك «ثنائي متعدد»، حيث يتنافس أكثر من فريقين للمصارعة ضد بعضهما البعض في نفس الحدث في نفس اليوم. على سبيل المثال، قد يواجه فريق مصارعة في المدرسة الثانوية فريق مصارعة آخر لأول ثنائي، ثم فريق مصارعة للثنائي الثاني. أيضا، قد يتنافس فريقا المصارعة ضد بعضهما البعض في مواجهة ثنائية أيضا. غالبا ما تتنافس المدارس الثانوية في البطولات الإقليمية أو على مستوى المدينة أو المقاطعة.

### المواجهات الثنائية
عادة ما تتم اللقاءات المزدوجة في المساء خلال الأسبوع الدراسي، أو في صباح يوم السبت، أو بعد الظهر، أو في المساء خلال موسم المصارعة، وتبدأ بوزن إضافي، كتفًا إلى كتف، في مدة أقصاها ساعة واحدة قبل بدء اللقاء. قد يصارع المصارعون فئة وزن واحدة فقط فوق فئة الوزن التي يتم وضعهم فيها، مع بعض الاستثناءات. إذا فشل المصارع في اكتساب الوزن، فعليه إما أن يخسر أو يزن في فئة أعلى. إذا اشتبه حكم أو مدرب في إصابة أحد المصارعين بمرض جلدي معدي، فيمكن إما استبعاد المصارع أو تقديم وثائق مكتوبة من الطبيب تفيد بأن المرض الجلدي غير معدي. إذا كان طبيب الاجتماع في الموقع، فإن حكمه أو حكمها سينقض هذه الوثائق. غالبًا ما تتميز اللقاءات المزدوجة ببدلات جنيه أو باوند، ولكن من أجل التأهل لبطولة الدوري، يتعين على المصارعين أن يزنوا دون الاستفادة من بدل الباوند (عند «وزن الصفر») عددًا معينًا من المرات خلال موسم اللقاءات المزدوجة. في جميع الحالات، بعد الوزن الإضافي، ينسق الحكم السحب العشوائي، والذي يحدد تسلسل فئات الوزن للمواجهة الثنائية. بعد السحب العشوائي، سيقوم الحكم باستدعاء المصارعين من كل فريق الذين تم تعيينهم كقباطنة. سيقوم أحد القادة باستدعاء قرص إرم. سوف يسقط القرص بعد ذلك على الأرض ويحدد: 1) أي فريق لديه اختيار المركز في بداية الشوط الثاني و 2) أي من أعضاء الفريق سيظهر أولاً على طاولة المسجل عندما يطلبه الحكم. كل فئة وزن. قد يختار الكابتن المصارع الذي فاز بقرعة القرص فئات الوزن الزوجي أو الفردي. أي أنه قد يختار فئات الوزن، من الأدنى إلى الأعلى، المرقمة بشكل فردي أو زوجي. فئة الوزن الأولى التي يتم اختيارها في السحب العشوائي هي فئة فردية. وبالتالي، فإن بقية فئات الوزن تكون زوجية وغريبة وفقًا لذلك. على سبيل المثال، إذا تم اختيار فئة الوزن 120 رطلاً في السحب العشوائي، فإن فئات الوزن 120 رطلاً، 132 رطلاً، 145 رطلاً، إلخ. ستكون فئات الوزن فردية، وستكون فئات الوزن 126 رطلاً، 138 رطلاً، 152 رطلاً، إلخ. متساوية. سيعمل هذا الترتيب بالتسلسل التقليدي حتى آخر فئة وزن متساوية تبلغ 113 رطلاً.
خلال المواجهة الثنائية، تتنافس كل من فرق الناشئين والفرق الجامعية من المدرستين المعنيتين ضد بعضهما البعض. وفيما يلي شكل المنافسة:
1. المصارعان الأفضل من الناشئيين من كل مدرسة يتنافسان ضد بعضها البعض في ترتيب يحدده السحب العشوائي. تبدأ فئة الوزن الأولى المسحوبة المنافسة، مع استمرار فئات الوزن التالية بالترتيب. على سبيل المثال، إذا تم سحب فئة وزن 152 رطل اولا، فإن المباريات ستتبع بعد فئة الوزن تلك حتى مباراة 285 رطل. ثم تعود المباريات إلى 106 رطل وتنتقل إلى 145 رطل. ثم يبدأ اللقاء المزدوج مع أفضل مصارع مبتدئ في كل مدرسة في فئة الوزن الأولى المرسومة. بعد ذلك، فإن كبار المصارعين المبتدئين يتنافسون بعد ذلك في فئات الوزن اللاحقة. في كثير من الأحيان إذا كان أكثر من مصارع واحد من الناشئين في فئة الوزن معينة لكل مدرسة، والمدربين عقد «مباراة العرض» الذي لا يحسب نحو درجة فريق الناشئين ولكن يسمح للمصارعين لاكتساب خبرة أكثر تنافسية. في بعض الأحيان لا يتم تسجيل المباريات للفريق الفائز، مما يسمح للمصارعين بالتركيز على المهارات والتقنية بدلا من الفوز. في بعض الأحيان إذا كانت إحدى المدارس لديها اثنين من المصارعين المبتدئين في نفس الوزن والمدرسة الأخرى لديها واحد فقط، قد يصارع المصارع الوحيد كلا المصارعين الآخرين. ومن الشائع أيضا للمصارعين الناشئين للتنافس ضد المصارعين في أو أعلى أو أقل بدرجة بالوزن.مصارعة جامعية

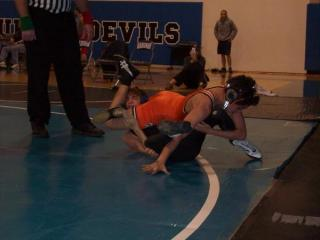
مصارعة جامعية

2. بعد استراحة، تبدأ مباريات فريق الجامعة بنفس الطريقة التي تبدأ بها مباريات الناشئين. ومع ذلك، لا توجد مباريات استعراضية على مستوى الجامعة. يمكن أيضًا أن تبدأ مباريات المصارعة المبتدئة خلال نفس الوقت، أو قبل مباريات المبتدئين.

### البطولات
في كثير من الأحيان، العديد من المدارس الثانوية في الولايات المتحدة سوف تتنافس في البطولة. وهذا يسمح للعديد من المدارس بوضع تصنيفاتها، ليس فقط للطلاب المصارعين الفرديين، ولكن أيضا لفرق المدارس الثانوية ككل (على سبيل المثال، مدينة، مقاطعة، إقليمية، بطولة مصارعة القطاعات، والدولة). غالبا ما ترعاها مدرسة ثانوية أو جمعية حكومية للمدارس الثانوية وتقام أيام الجمعة أو السبت أو الأحد أو على مدار يومين خلال عطلة نهاية الأسبوع. غالبا ما يتم فرض رسوم على القبول لتغطية التكاليف وتحقيق ربح صغير للمضيف. عادة ما تدير لجنة البطولة الحدث وبعد التحقق من المشاركات الفردية والجماعية، يحدد المسؤولون بعد ذلك ترتيب المباريات (تسمى «الرسم») بأقواس معينة (على سبيل المثال، أقواس من ثمانية، 16). يأخذ مسؤولو البطولة عند القيام بهذا الرسم في الاعتبار سجل كل مصارع في الفوز والخسارة، ومواضع البطولة السابقة، وغيرها من العوامل التي تشير إلى قدرة المصارع. مع وضع ذلك في الاعتبار، يتم وضع المصارعين الذين يلاحظون على أن لديهم أكثر السجلات تفوقا بين قوسين بحيث لا يتنافس مصارعان متفوقان في المرتبة الأولى في كل فئة وزن ضد بعضهما البعض في جولة مبكرة. وهذا ما يسمى «البذر». تبدأ البطولة بوزن الكتف إلى الكتف، وتبدأ قبل ساعتين أو أقل من بدء المنافسة. ويمنح بدل جنيه واحد عن كل يوم لاحق من البطولة، بحد أقصى جنيهين.
مع الانتهاء من الرسم والوزن الإضافية، والمصارعين ثم تتنافس في قوسين في كل من فئات الوزن 14. في كثير من الأحيان، فإن مضيف البطولة حقل «فريق المنزل» تتألف من المصارعين المبتدئين من المدارس المتنافسة عندما تكون هناك فتحات مفتوحة في الأقواس. البطولات عادة ما تكون إما جامعية أو مسابقات للناشئين. إذا لم يكن هناك ما يكفي من المصارعين لملء قوس في فئة الوزن في الجولة الأولى، سيتم منح «وداعا» لمصارع الذي ليس لديه للتنافس ضد مصارع آخر في الاقتران له. بعد أخذ عدد من وداعا، الجولة الأولى في كل فئة الوزن ثم يبدأ. معظم بطولات المصارعة في المدارس الثانوية هي في شكل القضاء المزدوج. يتصارع المصارعان الأخيران في القوس العلوي (البطولة) على المركز الأول في النهائيات، حيث فاز الخاسر بالمركز الثاني. وبعبارة أخرى، لا يمكن للمصارع وضع أعلى من الثالث إذا كان هو هدمت إلى أسفل إلى أسفل (العزاء) قوس من خلال الخسارة في نصف نهائي البطولة. هذا هو إلى حد كبير نتيجة لضيق الوقت: البطولات ليوم واحد غالبا ما تستمر حتى المساء. إذا سمح للفائز من قوس العزاء لتحدي الفائز من قوس البطولة في البطولة، يمكن أن تستمر البطولة جيدا بعد منتصف الليل قبل الانتهاء.
اعتمادا على عدد الأماكن التي يتم تسجيلها، ستبدأ جولات الترضية بعد ذلك، بدءا من جميع المصارعين الذين خسروا أمام الفائزين في جولة معينة. على سبيل المثال، في البطولات التي تسجل ثمانية مراكز، تبدأ جولات الترضية مع جميع المصارعين الذين خسروا أمام الفائزين في مباريات الدور الأول. بعد نصف نهائي البطولة، سيكون الخاسرون في الدور نصف النهائي بين فئتين في نصف نهائي الترضية. ثم يفوز الفائز في نهائيات الترضية بالمركز الثالث، والخاسر بها بالمركز الرابع. وفي البطولات التي تمنح فيها ستة مراكز، يتصارع الخاسرون في نصف نهائي الترضية على المركز الخامس، على أن يفوز الخاسر بالمركز السادس. إذا تم منح ثمانية مراكز، فإن الخاسرين في ربع نهائي الترضية سيتصارعون على المركز السابع، مع فوز الخاسر بالمركز الثامن، وهلم جرا. بعد نهائيات البطولات، يقام حفل توزيع الجوائز عادة مع لويحات أو ميداليات أو جوائز أو جوائز أخرى تعطى للفائزين الفرديين والفريق الذين يحصلون على أعلى المواضع. قد تختلف القواعد الدقيقة للبطولات من حدث إلى آخر.

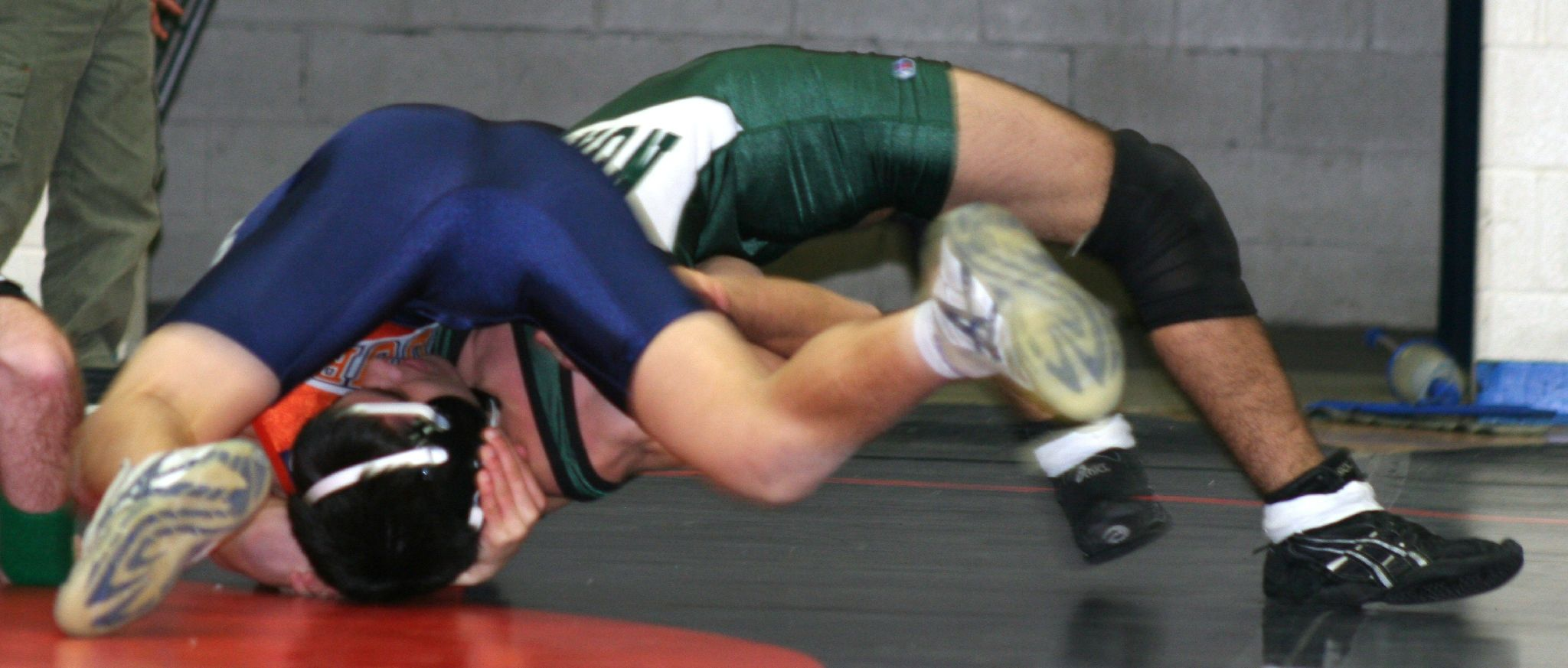
في كثير من الأحيان ، سيحاول المصارع الدفاعي النزول عن ظهره عن طريق "الجسر" (عندما يكون في وضع ضعيف، لرفع جسده من الرقبة مع تقوس الظهر بعيدًا عن السجادة والقدمين واليدين فقط أو القدمين والرأس على الحصيرة) للهروب من قبضة الخصم ، خاصة في حالة السقوط أو السقوط الوشيك (التثبيت).

بالنسبة للبطولات الكبيرة جدا لاستيعاب جميع المصارعين بشكل صحيح، ستنفذ بعض المدارس المضيفة نظام فئة «ترحيل» من أجل إنهاء البطولة ضمن القيود الزمنية القياسية لبضعة أيام. في البطولة المذكورة، سوف يتقدم المصارع إلى قوس العزاء فقط إذا تقدم الخصم الفائز بنجاح إلى النهائيات. في الجولات القليلة الأولى من البطولة، يتم تنفيذ طريقة واحدة من نوع القضاء. على سبيل المثال، إذا ذهب مصارع إلى بطولة تضم 64 شخصا، فيجب عليه الفوز في مباراة واحدة على الأقل قبل الخسارة. عند الخسارة، سيتقدم الخصم الفائز حتى يصل إلى النهائيات. فقط أولئك المصارعين الذين يتقدمون إلى الدور قبل ربع النهائي وأولئك الذين خسروا أمام مصارعي ربع النهائي قد يكون لديهم فرصة في وضع في البطولة. إذا فاز مصارعنا المذكور في المباراة الأولى وخسر المباراة الثانية. يجب على الخصم الثاني التقدم بثلاث جولات إضافية قبل أن يضمن مصارعنا مباراة أخرى وفرصة لوضعها في هذه البطولة. يسمح نظام الترحيل بالمزيد من المباريات وعملية سحب أفضل للبطولات واسعة النطاق من خلال السماح فقط لأفضل المصارعين بالتقدم وإعطاء أفضل المعارضين الخاسرين فرصة لوضعهم في البطولة أيضا. ومع ذلك، يشكو الكثيرون من نظام ترحيل، لأنه لا يسمح لأولئك غير المصنفين فرصة عادلة في البطولة.
كل ولاية أو منطقة جغرافية تضم اثنين أو ثلاث بطولات «النخبة» كل عام. هذه الأحداث هي عن طريق الدعوة فقط وتسمى «الدعوات». رعاة البطولة (التي عادة ما تكون المدارس الثانوية، على الرغم من الكليات والجامعات في بعض الأحيان) دعوة أفضل المصارعين الجامعيين من منطقتهم للتنافس ضد بعضها البعض. تستمر العديد من بطولات النخبة يومين أو حتى ثلاثة أيام. لهذا السبب، غالبا ما يتم جدولة بطولات النخبة خلال العطلة الشتوية للمدرسة. واحدة من أكثر النخبة وأطول تشغيل المصارعة في المدرسة الثانوية دعوة في البلاد تستضيفها مدرسة إيجل غروف الثانوية في إيجل غروف، أيوا.
بين موسم واحد والقادم، وغالبا ما تعقد البطولات بعد الموسم والبطولات قبل الموسم في المصارعة المدرسية وأيضا الحرة واليونانية والرومانية. المصارعين الأكثر نشاطا غالبا ما تشارك في تلك لشحذ مهاراتهم وتقنياتهم. أيضا، غالبا ما تعقد العيادات والمخيمات لكل من المصارعين ومدربيهم للمساعدة في تحديث التقنيات القديمة واكتساب استراتيجيات جديدة.

## سجادة المصارعة
تقام المباراة على حصيرة مطاطية سميكة تمتص الصدمات لضمان السلامة. دائرة خارجية كبيرة لا يقل قطرها عن 28 قدما تحدد منطقة المصارعة تم وضع علامة عليها على الحصيرة. ويسمى خط محيط تلك الدائرة خط الحدود. منطقة المصارعة محاطة بمنطقة حصيرة أمان (أو منطقة حماية) لا يقل عرضها عن خمس بوصات. يتم تعيين منطقة حصيرة باستخدام الألوان المتناقضة أو خط 2 بوصة واسعة (51 ملم)، وهو في حدود اعتبارا من موسم 2011-2012 الدراسية. المصارعين داخل حدود عندما تكون النقاط الداعمة (نقاط تحمل الوزن في الجسم، مثل القدمين واليدين والركبتين والأرداف) من أي من المصارعين داخل هذا الخط الحدودي.
سجادة على أن لا تكون أسمك من أربع بوصات ولا أرق من السجادة التي لديها الصفات امتصاص الصدمات من 1 بوصة على الأقل (2.5 سم). داخل الدائرة الخارجية عادة ما تكون الدائرة الداخلية حوالي 10 أقدام (3 م) في القطر، المعينة باستخدام الألوان المتناقضة أو خط 2 بوصة واسعة (51 ملم). يُنصح المصارعين على البقاء داخل هذه الدائرة الداخلية وإلا فإنهم يخاطرون بالتعرض للعقاب بسبب المماطلة (أي محاولة متعمدة لإبطاء عمل المباراة). كل مصارع يبدأ العمل في خط البداية داخل الدائرة الداخلية التي هي ثلاثة أقدام طويلة. خطان بوصة واحدة إغلاق نهايات خطوط البداية ويتم وضع علامة حمراء للمصارع من الفريق الزائر والأخضر للمصارع من الفريق المحلي. خطا البداية هما 12 بوصة (30 سم) من الخارج إلى الخارج ويشكلان مستطيلا في وسط منطقة المصارعة. يعين هذا المستطيل موضع البداية للفترات الثلاث. يتم تأمين جميع الحصير الموجودة في أقسام معا. ويمكن إضافة حشوة إضافية تحت حصيرة لحماية المصارعين. بالنسبة للفئات العمرية الأصغر سنا، يمكن تقسيم حصيرة واحدة إلى نصفين أو أرباع بحيث يمكن تنظيم مباريات متعددة على حصيرة واحدة.

## المعدات
- القميص هو قطعة واحدة المصارعة الملابس المصنوعة من ألياف لدنة، النايلون أو ليكرا. وينبغي أن توفر تناسب ضيق ومريحة للمصارع، ويمنع الخصم من استخدام أي شيء على المصارع كوسيلة ضغط. عادة ما تكون المفردات خفيفة أو داكنة اعتمادا على ما إذا كان المصارعون يتنافسون في الداخل أو الخارج، وعادة ما يتم تصميمها وفقا لألوان فريق المدرسة أو النادي. المصارعون لديهم أيضًا خيار ارتداء السراويل الضيقة مع الفردي.[20]
- يتم ارتداء زوج خاص من الأحذية من قبل مصارع لزيادة قدرته على الحركة والمرونة. أحذية المصارعة خفيفة ومرنة من أجل توفير أقصى قدر من الراحة والحركة. عادة ما تكون مصنوعة من باطن المطاط، فإنها تساعد على إعطاء أقدام المصارع قبضة أفضل على حصيرة.[20]
- أغطية الرأس، والمعدات التي يرتديها حول الأذنين لحماية المصارع، إلزامية في المصارعة المدرسية.[20] يتم ارتداء أغطية الرأس لتقليل خطر إصابة المشارك نفسه، حيث أن هناك إمكانية لتطوير أذن القرنبيط.
- بالإضافة إلى ذلك، قد يرتدي أي من المصارعين معدات خاصة، مثل أقنعة الوجه أو الأقواس أو واقيات الفم أو أغطية الشعر أو منصات الركبة أو منصات الكوع. ويحظر ارتداء أي شيء يمنع الحركة العادية أو تنفيذ عمليات المنع.[20]يعتبر تأمين السقوط أو التثبيت هو الهدف الأساسي في جميع المصارعات، حيث أنه يسجل أيضًا أكبر عدد من النقاط في مسابقات الفرق. هذا الوضع القريب من الخريف على وشك أن يتحول إلى سقوط خلال ثلاث ثوانٍ.

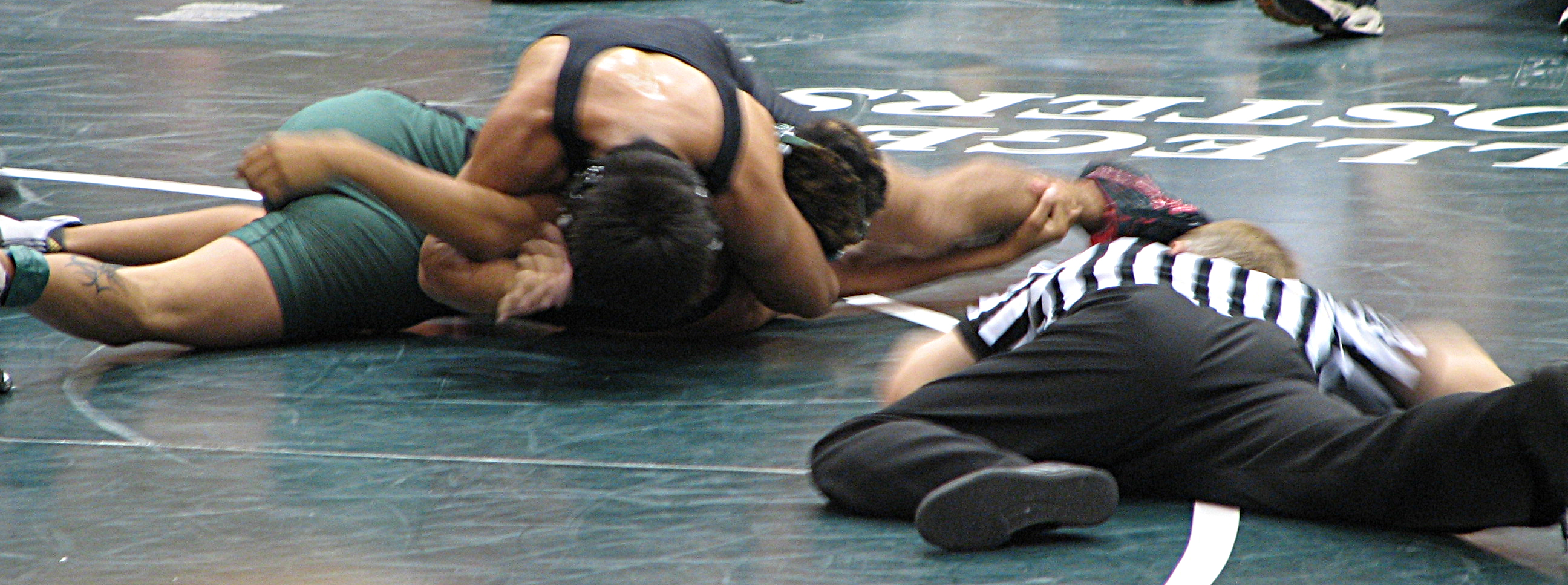
يعتبر تأمين السقوط أو التثبيت هو الهدف الأساسي في جميع المصارعات، حيث أنه يسجل أيضًا أكبر عدد من النقاط في مسابقات الفرق. هذا الوضع القريب من الخريف على وشك أن يتحول إلى سقوط خلال ثلاث ثوانٍ.

## المباراة
المباراة هي منافسة بين مصارعين فرديين من نفس فئة الوزن. وتتكون المباراة من ثلاث فترات يبلغ مجموعها 4.5 دقيقة على مستوى المدرسة المتوسطة، و6 دقائق على مستوى المدرسة الثانوية. مع جولة العمل الإضافي إذا لزم الأمر إذا كانت النتيجة تعادل في نهاية التنظيم. مباريات المدرسة الثانوية هي دقيقة واحدة أقصر من مباريات الكلية والجامعة—عدم وجود المصارعة الجماعية في الفترة الأولى لمدة ثلاث دقائق. بالإضافة إلى ذلك، المصارعة الكلية يستخدم مفهوم «ميزة الوقت» أو «ركوب الوقت»، في حين أن المصارعة في المدرسة الثانوية لا. قد تكون مباريات المبتدئين والمبتدئين أقصر من مباريات الجامعيين في بعض الولايات. ويفسر أي اختلافات في طول الوقت من حقيقة أن المصارعين المبتدئين والمصارعين المبتدئين يفترض أن تكون أصغر سنا، وأقل مهارة، وربما في شكل أضعف من المصارعين الجامعيين، على الرغم من أن هذا قد لا يكون الحال دائما. تختلف أطوال الفترة بالنسبة للفئات العمرية دون المدرسة الثانوية وتختلف من ولاية إلى أخرى.
الحكم هوالمسؤول الرئيسي في مباراة المصارعة، المسؤول عن بدء وإيقاف المباراة. مراقبة جميع يحمل؛ نقاط الإشارة؛ استدعاء عقوبات مثل عمليات المسك غير القانونية أو الخشونة غير الضرورية أو الفرار من سجادة المصارعة أو سوء السلوك؛ وأخيرا مراقبة رؤية كاملة وتحديد سقوط. يمكن أن يكون هناك أيضا «حكم مساعد» واحد (خاصة في البطولات) يساعد الحكم في اتخاذ أي قرارات صعبة وفي منع الخطأ. أيضا، مسجل أو مجموعة من المسجلين لتسجيل نقاط المصارعين الفردية. وأخيرا، قد يكون هناك مراقب للوقت لمراقبة وقت المباراة وانتهاء الوقت والعمل مع الهدافين.

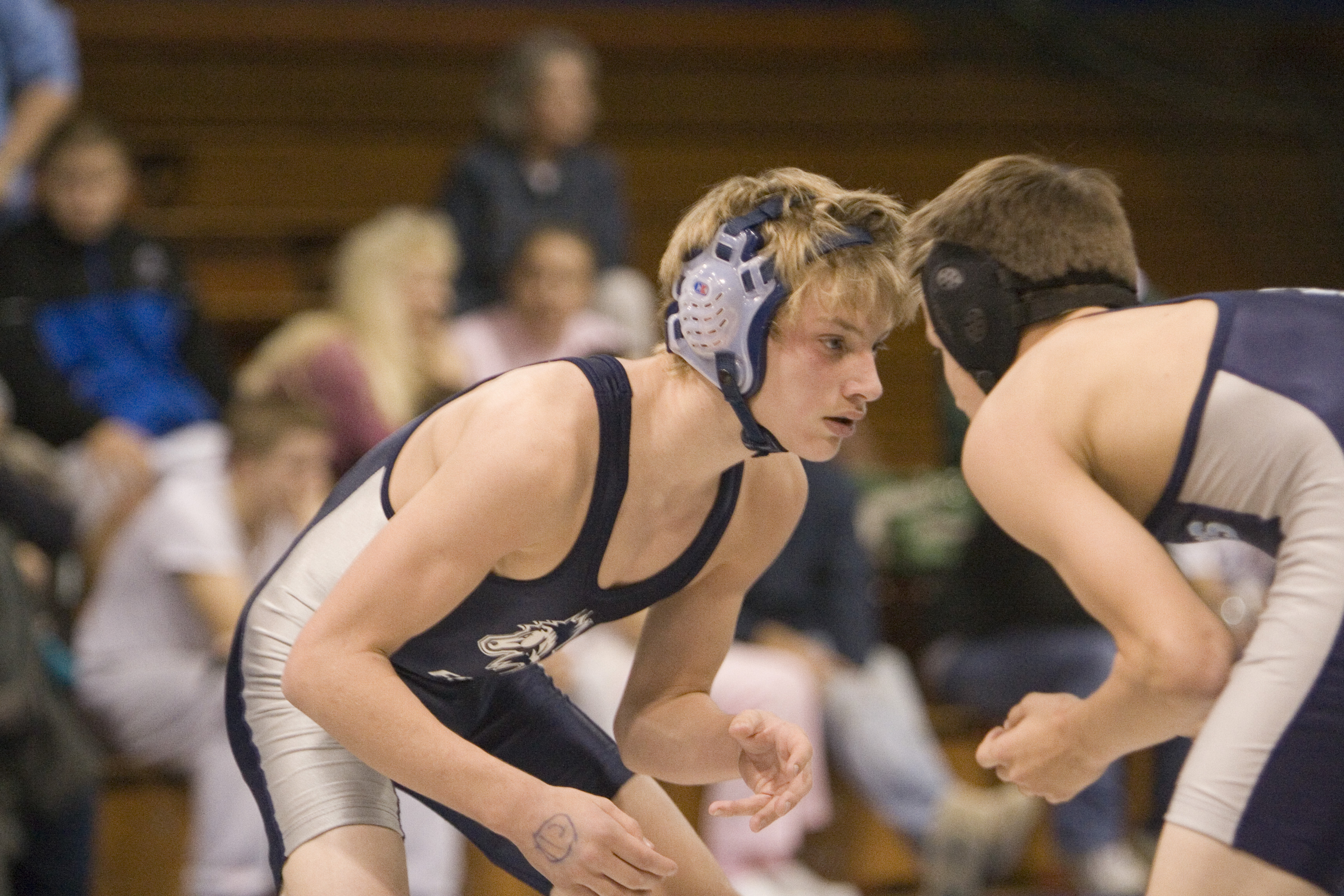
في بداية الفترة الأولى، حيث يكون المصارعان في وضع الحياد، كما هو موضح.

### تنسيق الفترة

#### قبل المباراة
يتم استدعاء كل مصارع من قبل الحكم، وتقارير إلى طاولة الهداف، والخطوات على السجادة، ويمكن وضع على الأخضر (للفريق) أو الأحمر (للفريق الزائر) خلخال حوالي بوصتين والتي سيستخدمها الحكم للإشارة إلى التهديف. ثم يعد الحكم المصارعين لبدء الفترة الأولى.

#### الفترة الأولى
الحكم يعد كلا المصارعين للفترة الأولى من خلال التأكد من أن كل مصارع هو بشكل صحيح في «موقف محايد». موقف محايد واثنين من المصارعين يقفون قبالة بعضهم البعض على أقدامهم. يبدأ كل مصارع بقدمه الرصاصية على المنطقة الخضراء أو الحمراء من خطوط البداية، وقدمه الأخرى حتى مع أو خلف القدم الرصاص. كلا المصارعين ثم عادة ما الرابض قليلا مع أذرعهم أمامهم في أو فوق مستوى الخصر. في هذا الموقف، لا أحد منه المصارعين يملك السيطرة. عندما يكون الحكم على يقين من أن كلا المصارعين يقف بشكل صحيح في موقف محايد، يبدأ الصافرة للفترة الأولى (وكذلك كلما استؤنفت المصارعة، كما هو الحال في بداية الفترتين الثانية والثالثة، عندما يستأنف المتسابقون المصارعة بعد الخروج من الحدود، الخ). تبدأ المباراة مع كل مصارع في محاولة لاسقاط خصمه. هناك طرق مختلفة لتحقيق ذلك، مثل أخذ لقطة أو إكمال رمية. الفترة الأولى في مباريات مصارعة الجامعيين هي دقيقتين.

#### الفترة الثانية

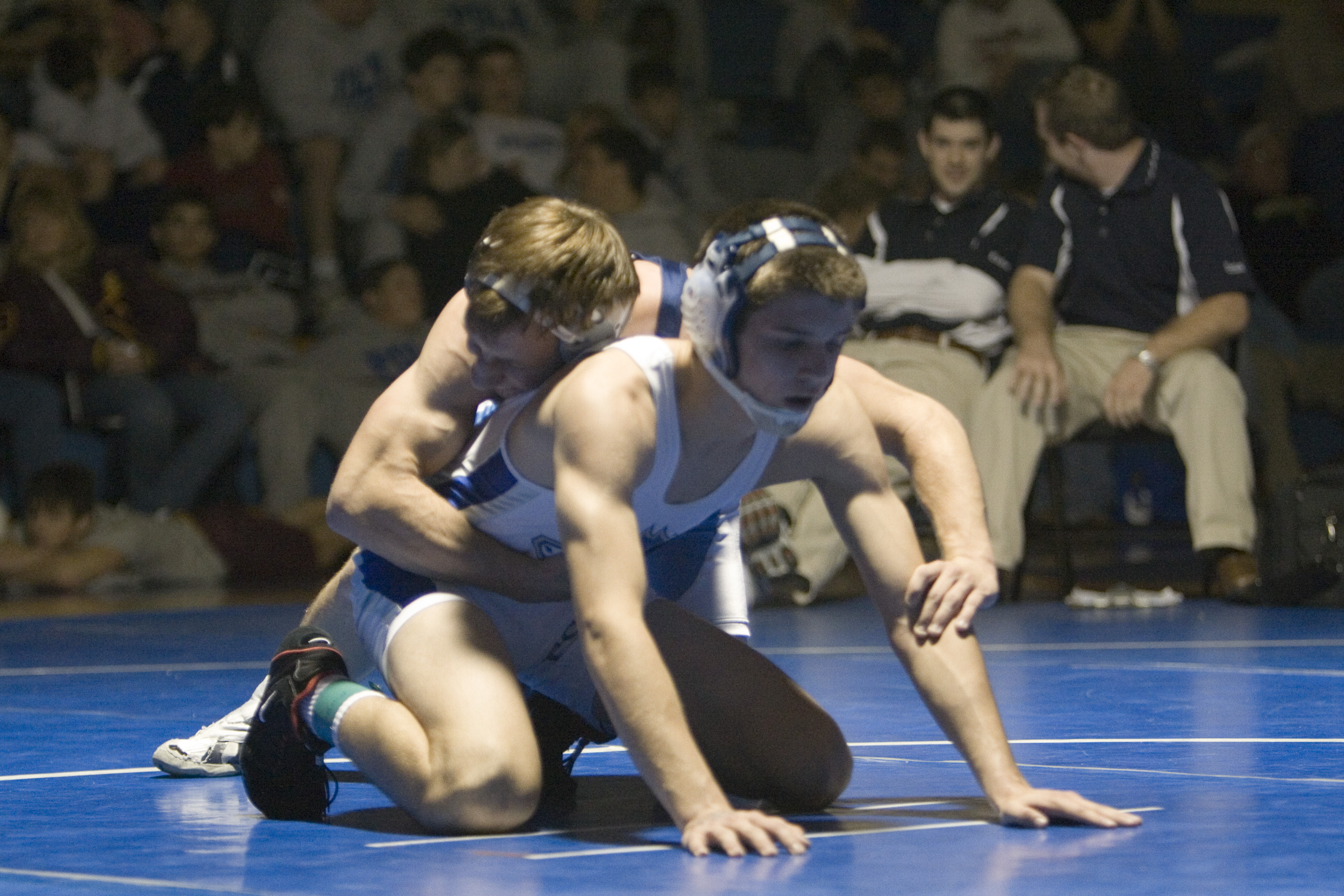
عادة في بداية الفترتين الثانية والثالث، يبدأ كلا المصارعين في وضع الحكم، مع مصارع واحد في الأسفل مع انتشار اليدين والقدمين معًا ، ومصارع واحد في الأعلى مع يده حول وسط الخصم للسيطرة.

إذا لم يتم إنهاء المباراة من قِبَل سقوط، سقوط فني، الافتراضي، أو الحرمان من الأهلية، ثم يعد الحكم كلا المصارعين لبدء الفترة الثانية. بعد انتهاء الفترة الأولى، سيكون لدى مصارع خيار واحد في الفترة الثانية. في الاجتماعات المزدوجة، يتم تحديد ذلك من خلال إلقائه على القرص الملون الذي حدث قبل بدء الاجتماع. في البطولات، سيرمي الحكم قرصًا ملونًا ، ذو جانب أخضر وجانب أحمر اللون ، وسيكون للفائز في قرعة القرص تلك اختيار المركز. يمكن للمصارع الاختيار بين الموقف المحايد، أو البدء فيما يسمى «موقف الحكم» على الحصيرة. موقف الحكم لديه كل من المصارعين بدء العمل في وسط حصيرة مع مصارع واحد (في «موقف الانطلاق الدفاعي») في الجزء السفلي مع يديه تنتشر بعيدا أمام خط البداية الأمامية وركبتيه تنتشر بعيدا وراء خط البداية الخلفي مع ساقيه عقد معا. المصارع الآخر على القمة (في «موقف البداية الهجومية») ثم يركع بجانبه بذراع واحدة ملفوفة حول خصر المصارع السفلي (مع كف يده ضد سرة الخصم) واليد الأخرى على أو فوق الجزء الخلفي من الكوع القريب للخصم للسيطرة. انه المصارع على رأس يجب أن يضع يده على السرة الخصم أولا، ثم الكوع (هذه القاعدة مؤخرا من أجل منع المصارع الأعلى مفيدة «الذراع البطيئة» تقنية، حيث انه / انها يمكن الاستفادة من وضع له / لها على السرة الخصم ببطء). المصارع بدءا من الموقف الهجومي هو في السيطرة على خصمه، وبالتالي لا تحتاج إلى السيطرة على تسجيل نقاط قرب السقوط. المصارع يمكنه أيضا اختيار موقف دفاعي (أسفل)، حيث سيكون لديه الفرصة لتسجيل نقاط لعكس أو الهروب وإنزال لاحقة، لأن وقت الركوب لا يحسب في مصارعة المدرسة الثانوية. المصارع يمكنه أيضا تأجيل اختياره إلى بداية الفترة الثالثة.
وفي الآونة الأخيرة، سُمح باختيار آخر للموقف بدءا، يعرف باسم «وضع البداية الهجومي الاختياري» أو «البداية الاختيارية».بعد المصار الذي يملك الخيار (المصارع الهجومي) يشير إلى نيته للحكم، ويسمح الحكم للمصارع الدفاعي بالتكيف والبدء في وضع البداية الدفاعي. بعد ذلك ، يذهب المصارع المهاجم إلى أي من جانبي المصارع الدفاعي أو خلفه ، بكل ثقله مدعومًا بقدميه أو بإحدى ركبتيه أو كلتيهما. ثم يضع المصارع المهاجم كلتا يديه على ظهر الخصم بين العنق والخصر. عندما يبدأ الحكم المباراة بإطلاق صافرة ، فإن المصارع الدفاعي لديه الفرصة للعودة إلى قدميه في وضع محايد. يمكن استخدام أي من وضعيات البداية لاستئناف الحركة خلال الفترة التي يخرج فيها المصارعون عن الحلبة ، اعتمادًا على حكم الحكم فيما إذا كان أي من المصارعين يتمتع بالميزة. قُلل استخدام وضع البداية الاختياري من خلال تغيير قاعدة 2007-08، والذي يسمح للمصارع المهاجم باختيار البدء من وضع محايد ، مما يعطي نقطة واحدة للهروب للمصارع الدفاعي. يجب أن يشير المصارع المهاجم إلى هذه النية للحكم قبل أن يأتي في المجموعة.

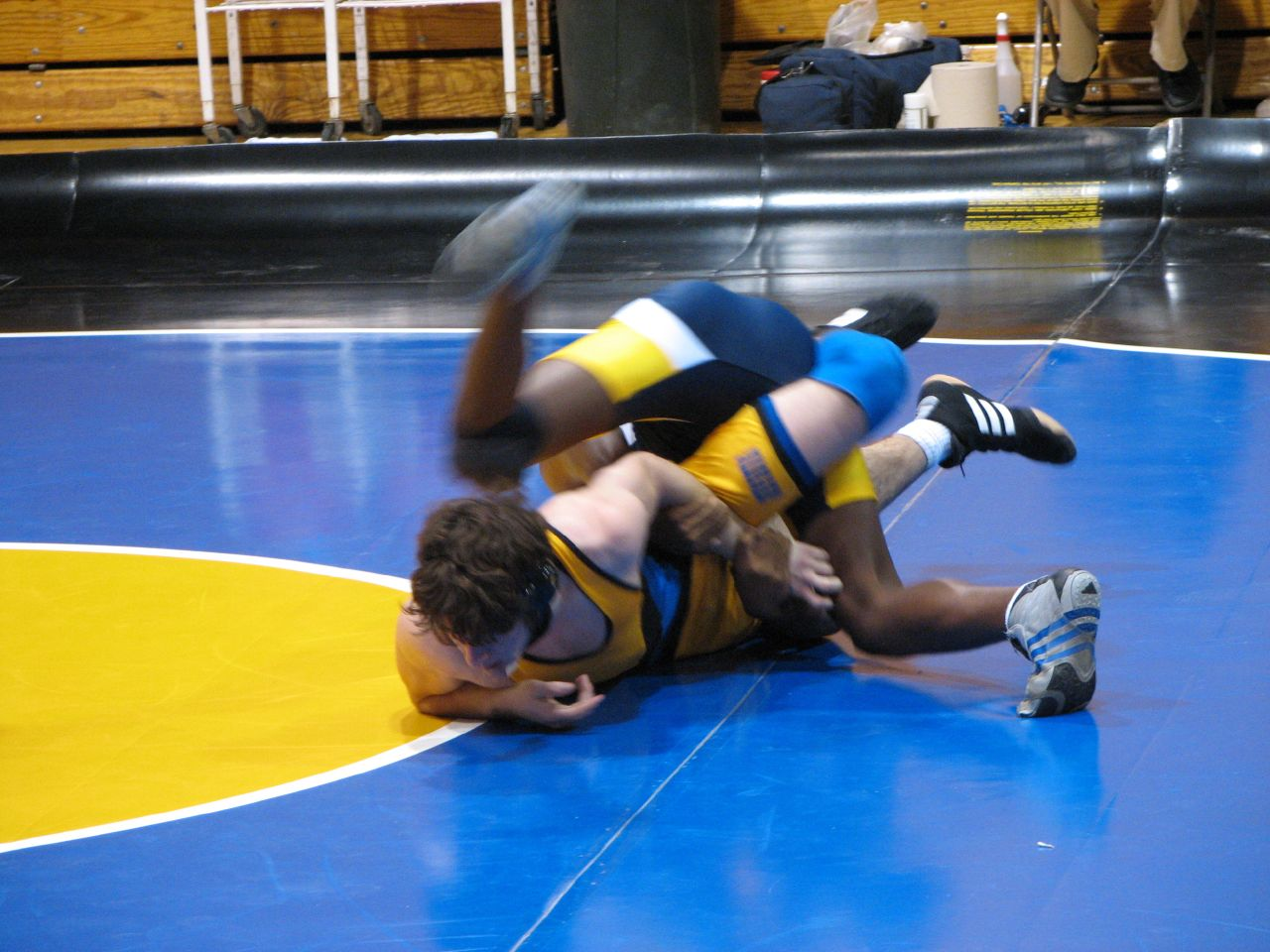
أحد المصارعين المدرسيين المصورين هنا يهرب من سيطرة خصمه لنقطة واحدة.

طولة الفترة الثانية هو دقيقتين.

#### الفترة الثالثة
إذا لم تنته المباراة بسقوط أو سقوط فني أو تقصير أو استبعاد، فإن الحكم يعد كلا المصارعين لبدء الفترة الثالثة. المصارع الذي لم يختر مركز الانطلاق للفترة الثانية يختار الآن موقف البداية. الفترة الثالثة هي أيضا دقيقتين.

##### فترة النصر المفاجئ
إذا انتهت الفترة الثالثة بالتعادل، تحدث «فترة انتصار مفاجئة» لمدة دقيقة واحدة. كلا المصارعين يبدأ في موقف محايد. المصارع الأول الذي يسجل نقطة يفوز.

##### فترات الشوط الفاصل
إإذا لم يتم تسجيل أي نقاط في فترة الانتصار المفاجئ ، تحدث فترتان من الشوط الفاصل مدة كل منهما 30 ثانية. يبدأ كلا المصارعين في موقع الحكم. المصارع الذي ربح قرصًا ملونًا من قبل الحكم لديه خيار إما أعلى أو أسفل ، ولا يجوز له تأجيل الاختيار لخصمه. بعد أن يختار المصارع الخيار ، يتصارع المتسابقان. يجب على أي من المصارعين محاولة تسجيل أكبر عدد ممكن من النقاط. بمجرد انتهاء فترة 30 ثانية ، قد يختار المصارع الذي لم يكن لديه الخيار في الفترة السابقة أن يبدأ الفترة الجديدة من الأعلى أو الأسفل. من يسجل أكبر عدد من النقاط (أو يُمنح سقوطًا أو تقصيرًا أو عدم أهلية) يفوز بالمباراة.

##### الفترة الفاصلة النهائية
إذا لم يتم تسجيل أي نقاط أو كانت النتيجة لا تزال متعادلة بعد فترتي الشوط الفاصل لمدة 30 ثانية ، يتم استخدام فترة كسر التعادل النهائية. تستمر فترة الشوط الفاصل النهائي لمدة 30 ثانية. كلا المصارعين يبدءان أيضًا في موقع الحكم. المصارع الذي سجل النقاط الأولى في التنظيم (باستثناء حالة المماطلة المزدوجة أو العقوبات المتزامنة) لديه خيار المركز العلوي أو السفلي ، أو قد يؤجل الاختيار للخصم. إذا لم يتم تسجيل أي نقاط في مباراة التنظيم ، فسيكون للفائز في قرعة القرص الملون اختيار المركز. بعد أن يتخذ المصارع اختياره ، يتصارع المتسابقان. يجب على الشخص الموجود في الموضع السفلي الهروب أو عكس خصمه لتحقيق الفوز. إذا كان المصارع في المركز الهجومي (الأعلى) يركب المصارع الدفاعي (السفلي) (أي ، يبقي المصارع الدفاعي تحت السيطرة في موقع الأفضلية) لمدة 30 ثانية كاملة ، يفوز بالمباراة ويتم منحه نقطة واحدة. قد يستمر منح المصارعين نقاطًا لقرب السقوط ، وينهي السقوط المباراة.

### ما بعد المباراة

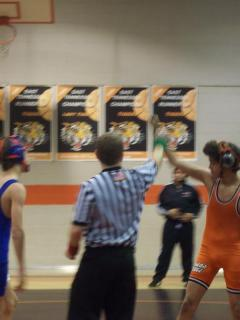
يرفع الحكم ذراع الفائز في النصر بعد كل مباراة

بعد الانتهاء من المباراة، بغض النظر عن حالة النصر، سيعود المصارعون إلى وسط الحصيرة (على الدائرة الداخلية التي يبلغ طولها 10 أقدام) بينما يتحقق الحكم من طاولة المسجل. وعند عودة الحكم إلى الحصيرة، يتصافح المصارعان، ويعلن الحكم الفائز برفع يد الفائز. في حين لا تنص القواعد، فمن المعتاد لكلا المتنافسين أن يصافحوا بعد ذلك مدرب الفريق المنافس. ثم يعود كلا المتنافسين إلى مقاعد فريقهم من الحصيرة.

### تسجيل المباريات
في المصارعة الجامعية، تمنح النقاط في الغالب على أساس السيطرة. السيطرة تحدث عندما يكتسب المصارع قوة تقييد على الخصم، وعادة، عن طريق السيطرة على ساقي الخصم وجذعه. عندما يكتسب المصارع السيطرة ويحافظ على سلطة تقييد على الخصم، ويقال انه في «موقف مميز». يمكن تحقيق التسجيل بالطرق التالية:
- الإنزال (نقطتان): يُمنح المصارع نقطتين مقابل الإنزال عندما يكتسب السيطرة من الوضع المحايد عن طريق نقل المصارع الآخر إلى الحصيرة في الحدود، ونقطة/ نقاط الدعم لأي من المصارعين في الحدود. يتم تحقيق ذلك غالبًا عن طريق مهاجمة أرجل الخصم، على الرغم من أنه يمكن أيضًا استخدام رميات مختلفة لإحضار المصارع إلى السجادة.[35]

- الهروب (نقطة واحدة): يُمنح المصارع الدفاعي الذي يتم التحكم فيه من أسفل نقطة واحدة للهروب عندما يكتسب المصارع الدفاعي موقعًا محايدًا ويفقد المصارع المهاجم السيطرة على الخصم بينما النقطة/ النقاط الداعمة لأي مصارع البقاء في الحدود.[35]
- عكس (2 نقطة): يتم منح مصارع دفاعي الذي يتم التحكم في أسفل نقطتين لعكس عندما يأتي من أسفل / موقف دفاعي ويكسب السيطرة على الخصم إما على حصيرة أو في موقف الوقوف الخلفي. يتم منح نقاط الانعكاس على حافة منطقة المصارعة إذا ظلت نقطة/ نقاط دعم المصارع أو أقدام مصارع التهديف في حدود.[35]
- سقوط وشيك: هذا يشبه نقاط «التعرض» أو «موقف الخطر» الممنوح في الأساليب الدولية للمصارعة، ولكن التركيز على السقوط القريب هو على السيطرة، وليس المخاطرة. يتم استيفاء معايير السقوط القريب عندما: (1) المصارع الهجومي يحمل المصارع الدفاعي بمستوى عال أو على المرفقين؛ (2) يمسك المصارع الهجومي بالمصارع في مستوى عال أو على كلا المرفقين. (2) المصارع الهجومي يثبت أي جزء من كل من كتفي خصمه أو لوح الكتف في غضون أربع بوصات من حصيرة. أو (3) المصارع الهجومي يسيطر على المصارع الدفاعي بطريقة أن أحد أكتاف المصارع السفلي أو الكتف، أو الرأس، يلمس الحصيرة، ويتم عقد الكتف أو الكتف الآخر بزاوية 45 درجة أو أقل إلى الحصيرة. الحكم يحسب الثواني قبالة.[35] وتعرف أيضا بالقرب من نقاط الخريف باسم «نقاط الظهر». تم استخدام الكثير من معايير السقوط وشيك في فرصة تسجيل سابقة تعرف باسم المأزق في المصارعة المدرسية.[36] عندما يتم إعطاء نقاط سقوط وشيك بعد إصابة الخصم، أو إشارات إصابة، أو نزيف مفرط، فإنه نتيجة لما يشار إليه أحيانا باسم قاعدة الصراخ.

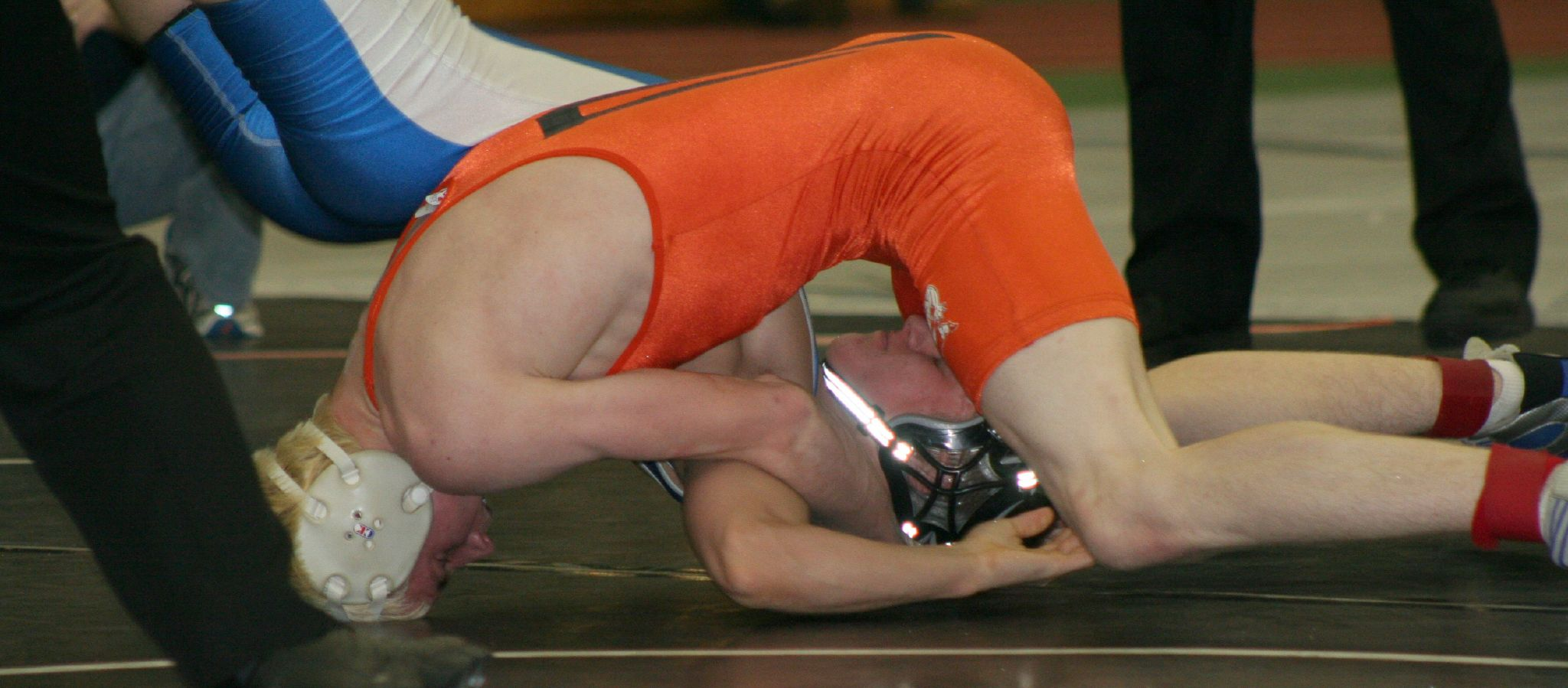
يمكن تسجيل السقوط الوشيك عندما يقام المصارع الدفاعي إما على جسر عالٍ أو على كلا المرفقين، كما هو موضح.

(نقطتان) - يتم إعطاء نقطتين عند استيفاء معايير سقوط وشيك لمدة ثانيتين إلى أربع ثوان. يمكن أيضا منح نقطتين في الحالات التي يتم فيها تنفيذ تركيبة تثبيت بشكل قانوني وقرب السقوط الوشيك، ولكن يتم إصابة المصارع الدفاعي، أو يشير إلى إصابة، أو ينزف بشكل مفرط قبل استيفاء معيار السقوط الوشيك.
(3 نقاط) - يتم إعطاء ثلاث نقاط عند استيفاء السقوط الوشيك لمدة خمس ثوان أو أكثر. وبعد خمس ثوان، يمنح الحكم ثلاث نقاط ويتوقف عن العد. عندما يتم استيفاء معيار السقوط الوشيك الذي هو بين ثانيتين وأربع ثوان، ويصاب المصارع الدفاعي، يشير إلى إصابة، أو ينزف بشكل مفرط، يتم منح ثلاث نقاط أيضا.
(4 نقاط) - يتم إعطاء أربع نقاط عندما يتم استيفاء معيار السقوط الوشيك لمدة خمس ثوان، ويصاب المصارع الدفاعي في وقت لاحق، ويشير إلى إصابة، وينزف بشكل مفرط.
- عقوبة (1 أو 2 نقطة): يمكن الحكم منح نقطة أو نقطتين للخصم في حالات الجزاء المختلفة. «السلوك غير الرياضي» من قبل المصارع يتضمن الشتائم، إغاظة الخصم، وما إلى ذلك «الخشونة غير الضرورية» ينطوي على أفعال جسدية خلال المباراة التي تتجاوز العدوانية العادية. «سوء السلوك الصارخ» يشمل الأعمال (الجسدية أو غير المادية) التي تهاجم عمدا الخصم، فريق الخصم، أو غيرها بطريقة قاسية. ويعاقب أيضا على العقوبات غير القانونية وفقا لذلك، ولا يعاقب على المخالفات التي يحتمل أن تكون خطرة، ولكن الحكم سيوقف المباراة. كما يعاقب على «الانتهاكات التقنية» مثل المماطلة، والتشابك في الأيدي، وغير ذلك من المخالفات البسيطة. مع بعض الحالات، مثل المماطلة، يتم إعطاء تحذير بعد حدوث الأول، وإذا كان هناك حدوث آخر يتم إعطاء نقطة الجزاء. وفي حالات أخرى، لا يوجد تحذير، وتعطى نقاط الجزاء تلقائيا. بشكل عام، بعد عدد معين من الأحداث التي يتم فيها منح نقاط الجزاء، يتم استبعاد المصارع المعاقب عليه.[35] تم العثور على معالجة أكمل للحالات التي يتم فيها منح نقاط عقوبة في مباريات المصارعة في المدرسة الثانوية هنا (ويوجد أيضا في الصفحتين 44 و45 من كتاب قواعد المصارعة NFHS 2008-09).

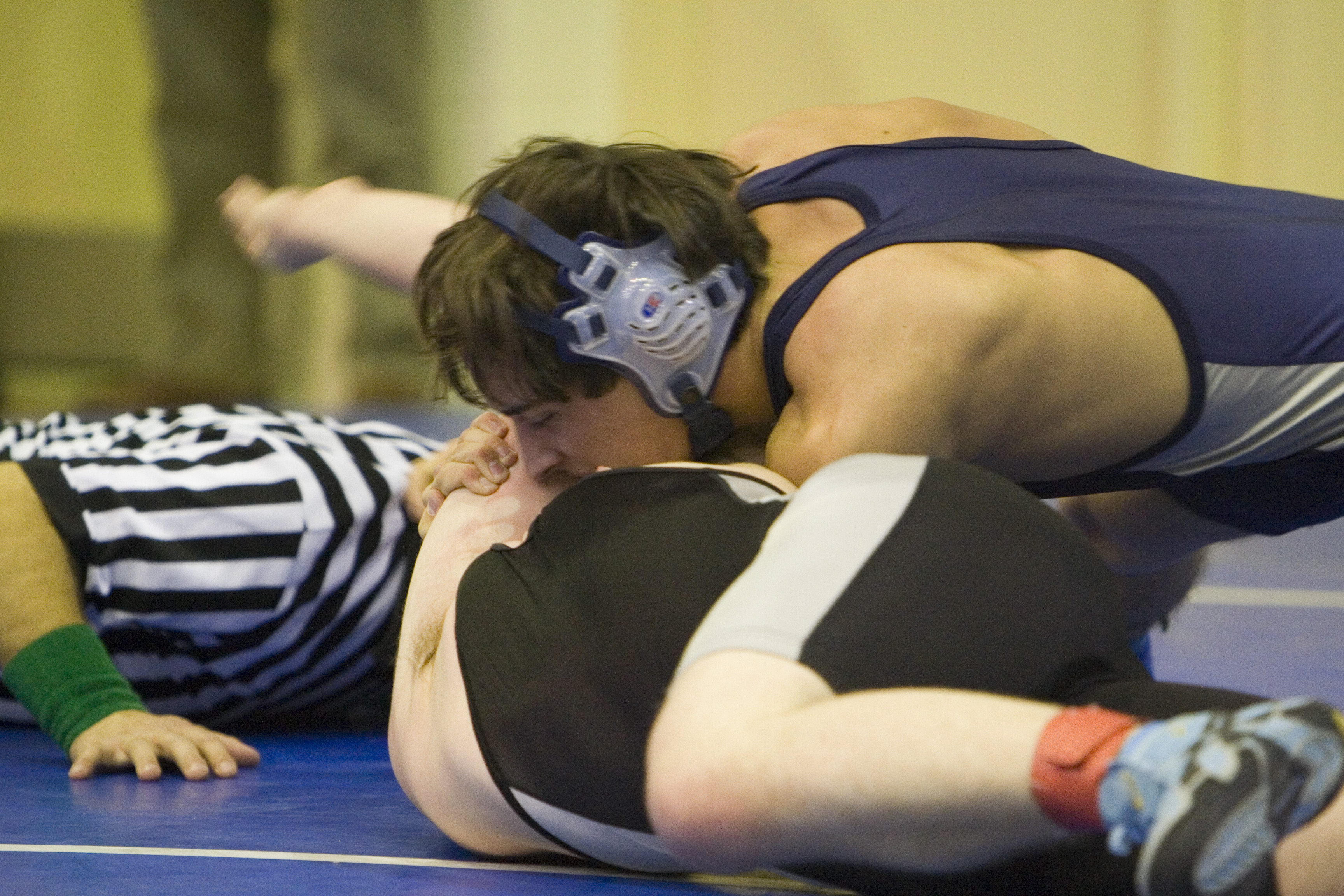
يمكن تحقيق السقوط (أو الدبابيس) في العديد من مجموعات التقنيات المختلفة. وضع التثبيت الذي نراه هنا هو ذلك من ربط ذراع مزدوج. المصارع في وقت لاحق أمّن السقوط.

## شروط النصر
يمكن الفوز في المباراة بالطرق التالية:

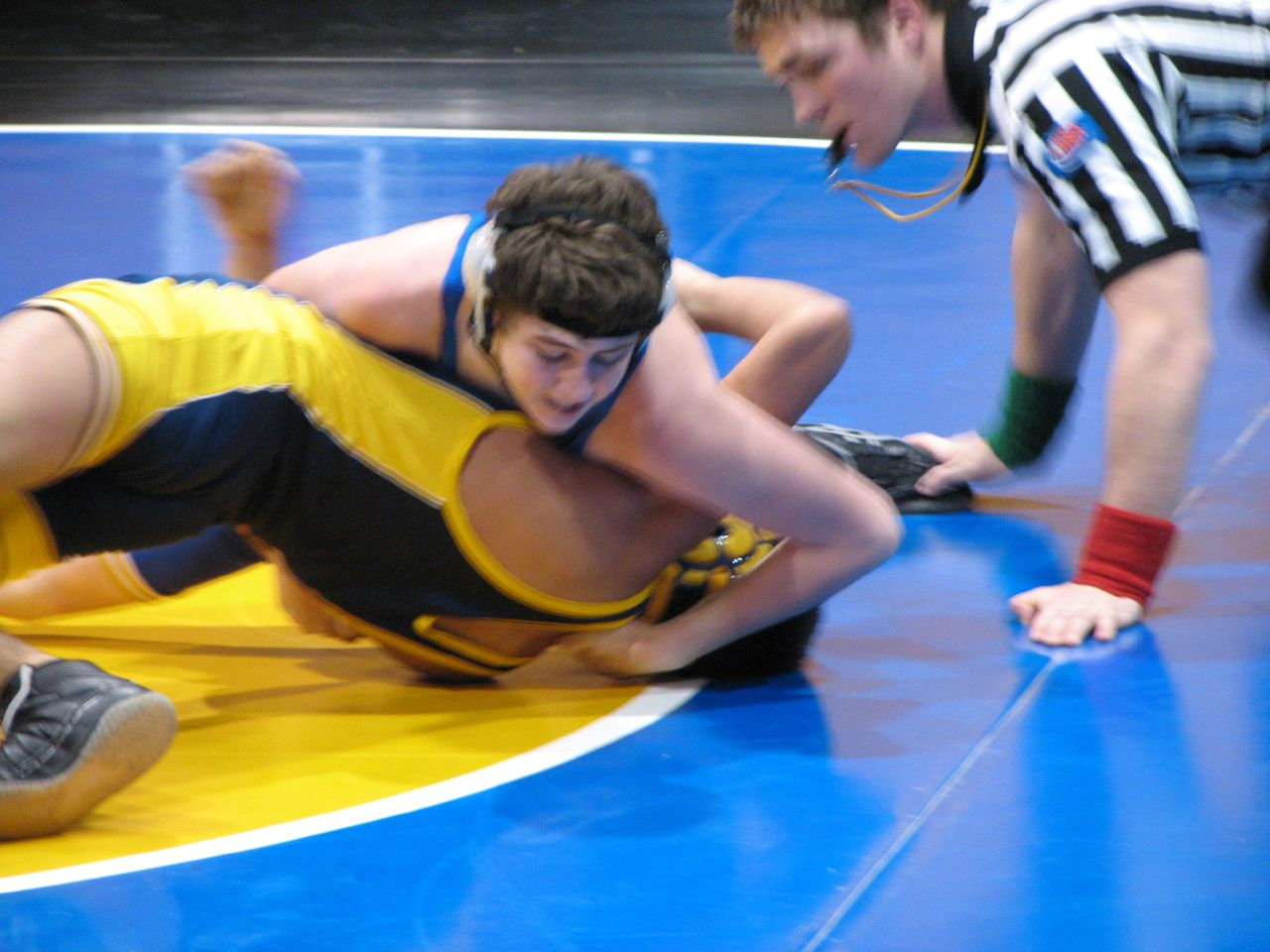
يمكن أيضًا تسجيل السقوط الوشيك عندما يتم إمساك المصارع الدفاعي بكتف واحد على السجادة وكتف واحد بزاوية 45 درجة أو أقل تجاه الحصيرة ، كما هو موضح.

- الفوز بالتثبيت: ويسمى الدبوس الهدف من المباراة المصارعة بأكملها هو تحقيق النصر من قبل ما يعرف بالسقوط. يحدث السقوط، المعروف أيضا باسم التثبيت، عندما يثبت المصارع أي جزء من كتفي خصمه أو كليهما من لوحي كتف خصمه في تلامس مستمر مع الحصيرة لمدة ثانيتين على مستوى المدرسة الثانوية[35] والمستويات الدنيا. ينهي السقوط المباراة على الفور، ويتم إعلان فوز المصارع المهاجم الذي ضمن السقوط. يمكن تحقيق السقوط (أو التثبيت) بعدة طرق مختلفة. الطريقة الأكثر شيوعًا لتأمين السقوط هي من خلال حواجز نيلسون المختلفة، على وجه الخصوص، نصف نيلسون. التقنيات الأخرى المستخدمة لتأمين السقوط هي الحمالات، وغطاء الرأس (الرأس والذراع)، وقضبان الذراع المفردة أو المزدوجة (الأذرع العارضة)، وترك الساق، وقفل الجسم العكسي، والمقصلة، وانقسام الساق (المعروف أيضًا باسم انقسام الموز أو انتشارة النسر)، والتلويح، ومقص الجسم المستقيم، يمكن أيضًا تسجيل السقوط الوشيك عندما يتم إمساك المصارع الدفاعي بكتف واحد على السجادة وكتف واحد بزاوية 45 درجة أو أقل تجاه الحصيرة ، كما هو موضح.وكرمة العنب المزدوجة (وتسمى أيضًا رحلة ليلة السبت).
- الفوز عن طريق السقوط الفني: إذا لم يتم تأمين السقوط لإنهاء المباراة، يمكن للمصارع الفوز في مباراة ببساطة بالنقاط. إذا كان مصارع يمكنه تأمين 15 نقطة على الخصم، يمكنه الفوز في المباراة عن طريق «السقوط التقني».[35] من المحتمل جدًا حدوث سقوط تقني عندما يتحكم أحد المصارعين بشكل كبير في المصارع الآخر ويكون قادرًا على تسجيل نقاط السقوط القريبة بشكل متكرر. إذا تم اكتساب ميزة 15 نقطة بينما المصارع المهاجم لديه خصمه في حالة تثبيت، فإن المباراة ستستمر في السماح للمصارع المهاجم بتأمين السقوط. إذا كان المصارع المهاجم غير قادر على تأمين السقوط، تنتهي المباراة بمجرد أن لا يرى الحكم موقفًا قريبًا من السقوط أو عندما يعود المصارعون إلى الوضع المحايد.
- الفوز بقرار رئيسي: إذا لم يحدث سقوط أو سقوط فني، يمكن للمصارع أيضا الفوز ببساطة بالنقاط. إذا انتهت المباراة، وكان للمصارع هامش انتصار بثماني نقاط أو أكثر على منافسه، ولكن تحت النقاط ال 15 اللازمة للسقوط الفني، يعرف الفوز باسم «القرار الكبير».[35]
- الفوز بقرار: Iذا انتهت المباراة، وحصل المصارع على هامش فوز أقل من ثماني نقاط على خصمه، أو ربح النقطة الأولى في فترة انتصار مفاجئ في الوقت الإضافي دون أن يسقط، أو تقصير، أو فوز من جانب الخصم، يفوز المصارع بـ «القرار».
- الفوز افتراضيا: إذا كان المصارع، لأي سبب من الأسباب، غير قادر على مواصلة المنافسة أثناء المباراة (على سبيل المثال ، بسبب الإصابة أو المرض)، يتم منح خصمه النصر «بشكل افتراضي». يمكن للمصارع التنازل عن الفوز بشكل افتراضي لخصمه بإبلاغ الحكم نفسه بعدم قدرته على مواصلة المصارعة. قرار التنازل عن الفوز بشكل افتراضي يمكن اتخاذه من قبل مدرب المصارع.[35]
- الفوز بالحرمان: إذا منع مصارع من المشاركة أكثر في مباراة بسبب الحصول على عقوبات أو لسوء سلوك، يفوز خصمه ب «الحرمان».[35]
- الفوز عن طريق المصادرة: قد يحصل المصارع أيضا على انتصار من خلال «المصادرة» عندما يفشل المصارع الآخر في الظهور للمباراة.[35] مصارع للفوز من قبل المصادرة ومع ذلك، يجب أن تظهر على حصيرة في زي المصارعة.[35] يشجع وجود شرط الخسارة الفرق على أن يكون لديها على الأقل فريق مبتدئ واحد ومنافس واحد في كل فئة من فئات الوزن.

### نقاط الفريق في المواجهات الثنائية

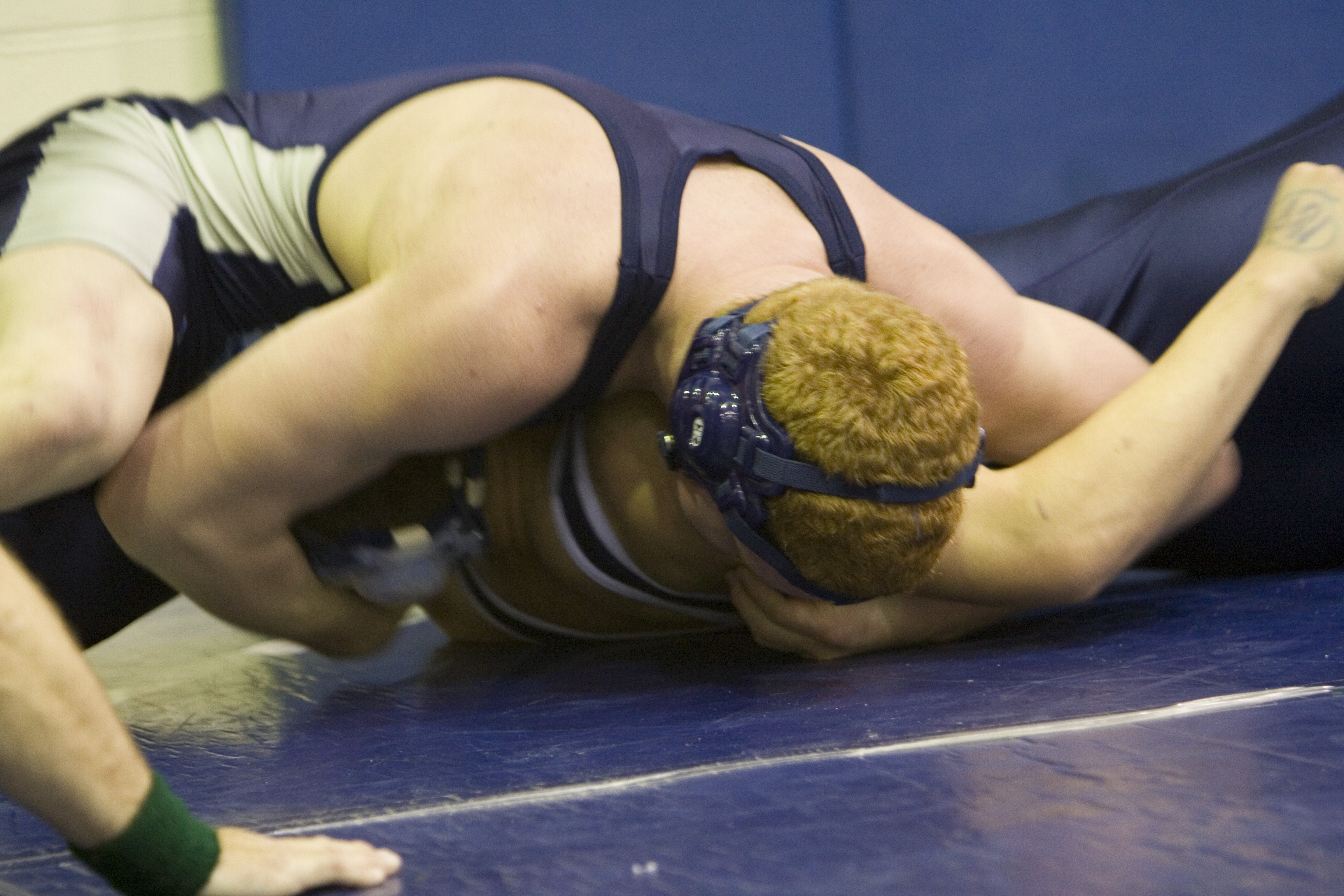
يمكن أن تحدث حالة السقوط الوشيك أيضًا إذا كان كلا الكتفين على بعد أربع بوصات من لمس السجادة ، كما هو موضح.

على مستوى المدرسة الثانوية في «مواجهة ثنائية»، المصارع لا يفوز فقط في المباراة لنفسه، ولكن يكسب أيضا نقاط لفريقه. يعتمد عدد النقاط الممنوحة للفريق خلال المواجهة الثنائية على شرط الفوز. من الممكن أن يخسر الفريق نقاط الفريق في بعض المخالفات، مثل السلوك غير الرياضي، وسوء السلون، واستجواب الحكم دون إذن من قبل المدرب.

#### ملخص تسجيل الفريق في المواجهات الثنائية
| آلية الفوز     | عدد النقاط المكتسبة للفريق |
| -------------- | -------------------------- |
| السقوط         | 6                          |
| المصادرة       | 6                          |
| الافتراضي      | 6                          |
| عدم الأهلية    | 6                          |
| السقوط الفني   | 5                          |
| القرار الرئيسي | 4                          |
| القرار         | 3                          |

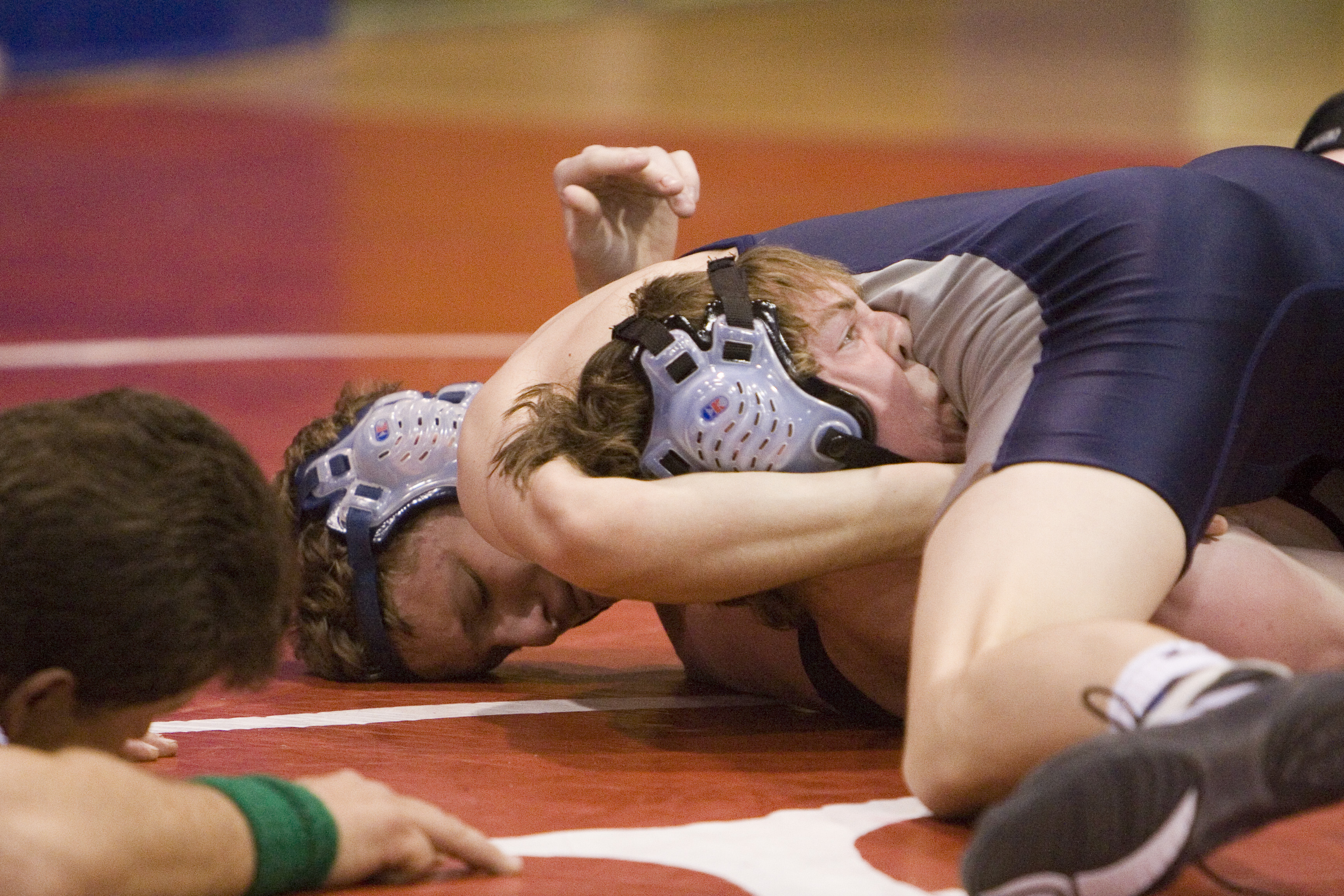
يحدث السقوط، المعروف أيضًا باسم الدبوس/التثبيت، عندما يتم تثبيت أي جزء من كلا الكتفين أو كلا الكتفين (شفرات الكتف) من المصارع الدفاعي في اتصال مستمر مع الحصيرة لفترة محددة من الوقت (في المصارعة المدرسية لمدة ثانيتين).

في المواجهة الثنائية، عندما يتم جمع جميع نقاط الفريق، يفوز الفريق الذي يحصل على أكبر عدد من النقاط في المسابقة. في جميع حالات النصر، يتم تسجيل مسابقات الناشئين بشكل منفصل. إذا كان هناك تعادل بين الفرق، يتم كسر التعادل بنقطة واحدة للفريق الذي يتم منحه للفريق الفائز بناء على معايير معينة.

### تسجيل الفريق في البطولات
في البطولة، يتم تسجيل معظم نقاط الفريق للتقدم. على سبيل المثال، سيتم منح الفريق الفائز في مباراة في فئة البطولة نقطتي تقدم للفريق؛ سيتم منح نقطة تقدم واحدة إذا فاز الفريق بمباراة في شريحة العزاء. تنطبق نقاط الفريق المقابلة أيضًا إذا حصل مصارع من الفريق على وداع ثم ربح مباراته التالية في تلك الفئة. هناك نقطتان إضافيتان للانتصارات عن طريق السقوط، والتقصير، والاستبعاد، والخسارة. يتم منح نقطة ونصف إضافية لانتصارات السقوط الفني. يتم منح نقطة إضافية للقرارات الرئيسية. يمكن للفريق بعد ذلك الفوز بعدد معين من نقاط التنسيب إذا كان مصارعوه قد وضعوا بشكل فردي في البطولة وقوس التعزية. وبالتالي، يتم منح الفرق بأكملها مواضع (الأولى، الثانية، إلخ) بناءً على إجمالي عدد الانتصارات.
كما يتم منح نقاط التنسيب الفردية مع تحديد الحد الأدنى من المواضع. على سبيل المثال، في البطولة التي تسجل ثمانية مراكز، يفوز الفائز في ربع النهائي في فئة البطولة (حيث يتم منح المركزين الأول والثاني) بثلاث نقاط. الفائز في نصف النهائي في فئة البطولة سيفوز بتسع نقاط. ثم يفوز الفائزان بالمركزين الأول والثاني بأربع نقاط إضافية. في فئة الترضية (حيث يتم منح المركزين الثالث والخامس)، سيحصل المصارعون الذين يصلون إلى الدور ربع النهائي على نقطة مكان واحد. الفائز في مباراة نصف النهائي في فئة الترضية سيحصل على أربع نقاط مكان. وسيحصل الفائزان بالمركزين الثالث والخامس على نقطتين إضافيتين. سيحصل الفائز بالمركز السابع على نقطة مكان إضافية واحدة، وما إلى ذلك. يتم إعطاء حساب أكثر تفصيلا لكيفية منح نقاط فردية وفريقية للبطولات في الصفحات من 47 إلى 50 من كتاب قواعد المصارعة NFHS 2008-09.

## مستوى الفئة العمرية
في الأعمار الصغيرة، غالبًا ما تُلعب البطولات المستقلة بأسلوب السباحة الحرة والطراز اليوناني الروماني. هناك أيضًا بطولات يتنافس فيها المصارعون بأسلوب مشابه جدًا للمصارعة الجماعية أو المدرسة الثانوية (المدرسية). للتمييز بين هذا الأسلوب وبين الأسلوب الحر واليوناني الروماني، فإن مصطلح «المصارعة الشعبية» هو عبارة أكثر شيوعًا من مصطلح المصارعة الجماعية أو المصارعة المدرسية. في العديد من الأماكن في الولايات المتحدة، توجد جمعيات صغيرة تُعرف باسم أندية المصارعة مصممة لتعريف الشباب برياضة المصارعة، وكثير منهم تتراوح أعمارهم بين 3 و5 سنوات. غالبًا ما تستفيد نوادي المصارعة هذه من خبرة المصارعين الأكبر سنًا، خاصة أولئك الذين يتصارعون في المدرسة الإعدادية والثانوية. تتوافق القواعد التي تحكم مباريات الشباب إلى حد كبير مع تلك الخاصة بالاتحاد الوطني لجمعيات المدارس الثانوية الحكومية، مع فترات أقصر (بشكل عام، اعتمادًا على التقسيمات العمرية، تستمر الفترات عادةً في أي مكان من دقيقة إلى دقيقة ونصف) وغيرها التعديلات.
كانت الإصابات التي لحقت أثناء المشاركة في المصارعة المدرسية كالتالي: 68٪ من الإصابات ناتجة عن نقص التدريب أثناء المشاركة في التكييف (نوبات الربو ، إلخ.) 21٪ من الإصابات تحدث في كاحلي المشاركين. 8٪ من تلك الإصابات حدثت أثناء التكييف. تبلغ نسبة الإصابات في المباريات 11٪ ، مع وجود 83٪ من الإصابات في الكاحل بسبب ارتداء أحذية رياضية ضعيفة وفي منطقة الفخذ.
ومع ذلك، هناك تنظيم أقل وضوحًا للمصارعة في الأنماط الحرة واليونانية الرومانية للمصارعين الشباب، خاصة في المدارس الثانوية ومستويات الكلية. يتنافس العديد من طلاب المدارس الثانوية والجامعات في البطولات والبطولات ذات النمط اليوناني والروماني المزدوج، ولكن حققوا نجاحًا كبيرًا، وبعضها على المستويين الإقليمي والوطني.
وبالمثل ، فإن الاختلافات بين المصارعة الجماعية (الشعبية) والأساليب الدولية كافية لخلق عيوب محتملة للمصارعين الذين لا يكبرون مع التركيز على الأساليب الدولية. ومع ذلك، قد يجادل البعض بأن السبب الحقيقي وراء عدم نجاح الولايات المتحدة عادة في مسابقات المصارعة الدولية هو التركيز الأكبر الذي يضعه الكثير من بقية العالم على الرياضة. ترعى المصارعة الأمريكية واتحاد الرياضيين الهواة حاليًا المنافسات الثنائية والإقليمية والوطنية في الفلكستايل والفري ستايل واليوناني الروماني لطلاب المدارس الابتدائية والمتوسطة ، وكذلك لجميع الأعمار.

## فقدان الوزن غير الصحي
إن قطع الوزن أمر شائع في رياضة المصارعة. تسمح عملية خفض الوزن للمصارع بالمنافسة في فئة وزن أقل ، ومواجهة خصوم أخف وزنًا. يتم اكتساب الميزة عندما يفقد المصارع وزن الماء ووزن الدهون فقط، لكنه يحتفظ بكتلة الجسم الخالية من الدهون. ثم يعيد المصارع ترطيب نفسه بعد وزنه ولكن قبل بدء المنافسة. إذا تم القيام به بشكل صحيح، يمكن للمصارع الذي يقوم بخفض الوزن أن يكتسب قوة ووزنًا كبيرًا جدًا على المنافسين الذين لا يفعلون ذلك.
يمكن للرياضيين خفض الوزن بطريقة غير صحية ، مع تأثيرات سلبية على المدى القصير والطويل. يمكن أن يحدث الجفاف عندما يقلل المصارع بشدة من تناول السوائل مع الحفاظ على التدريبات اليومية الصارمة. قد يؤدي ذلك إلى حدوث تشنجات أو ، في الحالات القصوى ، ضربة شمس وتورم في الدماغ مما يؤدي إلى حدوث نوبات وصدمة نقص حجم الدم. يمكن أن ينتج سوء التغذية أيضًا عن خفض الوزن لفترات طويلة من الزمن. يمكن أن يعني خفض الوزن على المدى الطويل أن المصارع لا يتناول العناصر الغذائية الأساسية مثل البروتين والسعرات الحرارية وفيتامين ب وفيتامين ب 2 والحديد والزنك ؛ يمكن أن يؤدي هذا إلى الاكتئاب وضمور العضلات والحمى.
بعض المصارعين ، إذا اقترب وقت الوزن ولم يصلوا بعد إلى فئة وزنهم ، سوف يلجأون إلى تدابير يائسة مثل التقيؤ أو إساءة استخدام مدرات البول لفقدان الوزن المتبقي بسرعة. يمكن أن يكون لخفض الوزن المفرط تأثيرات مشابهة لفقدان الشهية العصبي والشره المرضي ، ولكنه ينتج عن آليات نفسية مختلفة تمامًا.
تستخدم كل ولاية في مصارعة المدرسة الثانوية الأمريكية اختبارات تقييم الترطيب الوطنية. تحلل هذه الاختبارات نسب الدهون في الجسم عند وزن ألفا وتحدد مقدار الوزن الذي يمكن أن يخسره المصارع كل أسبوع. عندما يصل المصارع إلى الحد الأدنى لنسبة الدهون في الجسم وهو 7٪ من تكوين دهون ألفا ، فإنه من غير القانوني للمصارع أن يخفض أي وزن إضافي (12٪ للإناث). يهدف هذا النظام إلى جعل خفض الوزن صحيًا قدر الإمكان وتقليل الآثار الجانبية السلبية للقطع.
استمرت الأساليب غير الصحية لاستهلاك الطعام واتباع نظام غذائي في نظام تدريب المصارعين. لاحظت دراسة شملت 243 برنامجًا للمصارعة الجماعية في الأقسام الأولى والثانية والثالثة أن هذه الاتجاهات متأصلة فيها. أظهرت نتائج الدراسة أن معظم هؤلاء الأطفال بدأوا المصارعة بين سن 8-10 وبدأوا عملية «خفض الوزن» في عمر 13-14 سنة في المتوسط (نيلسون ستين وآخرون ، 2003). إن بدء مثل هذه العادة المجهدة جسديًا في مثل هذه السن المبكرة يعزز فكرة أن النصر يجب أن يأتي بأي ثمن ، مما يحول هذه العادات السيئة إلى ممارسة شائعة. يشير تحليل ممارسات التغذية للمصارعين في المدارس الثانوية إلى أن ما يقرب من 4.8-8.0% من المشاركين أظهروا أشكالًا من اضطراب الأكل (لاكين وآخرون، 1997). تكشف طرق إنقاص الوزن وفقًا لهذه النتائج عن العديد من أشكال الأكل المضطربة التي تؤدي إلى مشاكل صحية مثل الجفاف المتعمد (65٪)، البدلات المطاطية (≈40%)، حبوب الحمية (6%) والقيء (≈4)%) (لاكين وآخرون، 1997). لكي يقوم الرياضيون في المدارس الثانوية بإجراء مثل هذه التغييرات الجذرية في صحتهم الغذائية ، من العدل أن نقول إن المصارعين الجامعيين يواصلون هذا الاتجاه ، إن لم يتجاوزوا أمثال نظرائهم في المدرسة الثانوية.
في القسم المذكور أعلاه ، عادات التدريب التي طورها المصارعون الجماعيون تتعارض مع الفكرة النمطية القائلة بأن الرياضيين الذكور ليسوا معرضين لخطر اضطرابات الأكل ، حيث يستخدمون طرقًا متطرفة لخفض الوزن ، مثل مدرات البول والقيء المستحث ذاتيًا (Garner et al. 2018). وفقًا لدراسة أجريت على 42 مصارعًا جامعيًا ، فقد تم اختبار هؤلاء الرياضيين الذكور بدرجة أعلى في المقاييس الموحدة لامتلاك اضطرابات الأكل مقارنة بأي من نظرائهم من الإناث أو الرياضيين الآخرين الذين ليس لديهم أي متطلبات للوزن (Garner et al. 2018). مع وجود ما يقرب من 63 في المائة من المصارعين الجامعيين يشاركون في الصيام المستمر كوسيلة لفقدان الوزن، فمن الضروري فهم النتائج السلبية التي تنشأ عن الاختلالات الغذائية غير الصحية (Garner et al. 2018). يمكن أن تكون إحدى النتائج السلبية نتيجة لفقدان الوزن السريع فقدانًا كبيرًا للسوائل ، مما قد يكون له عواقب مميتة مثل درجة الحرارة الأساسية غير المتوازنة ، وخطر عدم انتظام ضربات القلب والأضرار الكلوية (Garner et al. 2018). الضغط الواقع على هؤلاء الطلاب الرياضيين للحفاظ على ذروة الشكل الجسدي بأي ثمن ، كما أن الوزن ومُثل الجسم التي يمليها المجتمع تلعب أيضًا دورًا رئيسيًا في التطور العام لعادات المصارع غير الصحية.
يواجه المصارعون ضغوطًا خارجية من أجل الحفاظ على لياقتهم البدنية بما في ذلك فرص المنح الدراسية وتوقعات النجاح. ونتيجة لذلك ، فإن المصارعين الجامعيين هم جزء من مجموعة فرعية من الرياضيين الذكور والتي يمكن أن يؤدي تدريبهم إلى عواقب فسيولوجية خطيرة ، على الرغم من أن الرياضيين الذكور بشكل عام أقل عرضة لاضطرابات الأكل من نظرائهم الإناث (Garner et al. 2018). وفقًا لدراسة أجريت على المصارعين بين الكليات ، وجدت المقاييس الشديدة لفقدان الوزن السريع (RWL ؛ خفض> 5٪ من وزن الجسم) في دراسة استقصائية أن 1.7٪ من المصارعين يعانون من الشره المرضي العصبي (Oppligen et al. 1993). علاوة على ذلك ، يشارك 43٪ من المصارعين في التدريبات التي يمكن تصنيفها على أنها مصابة بالنهام العصابي ، والتي حددتها معايير الدراسة المحددة في استبيانهم (Oppligen et al. 1993).